# Edith Stein (Wolfen)

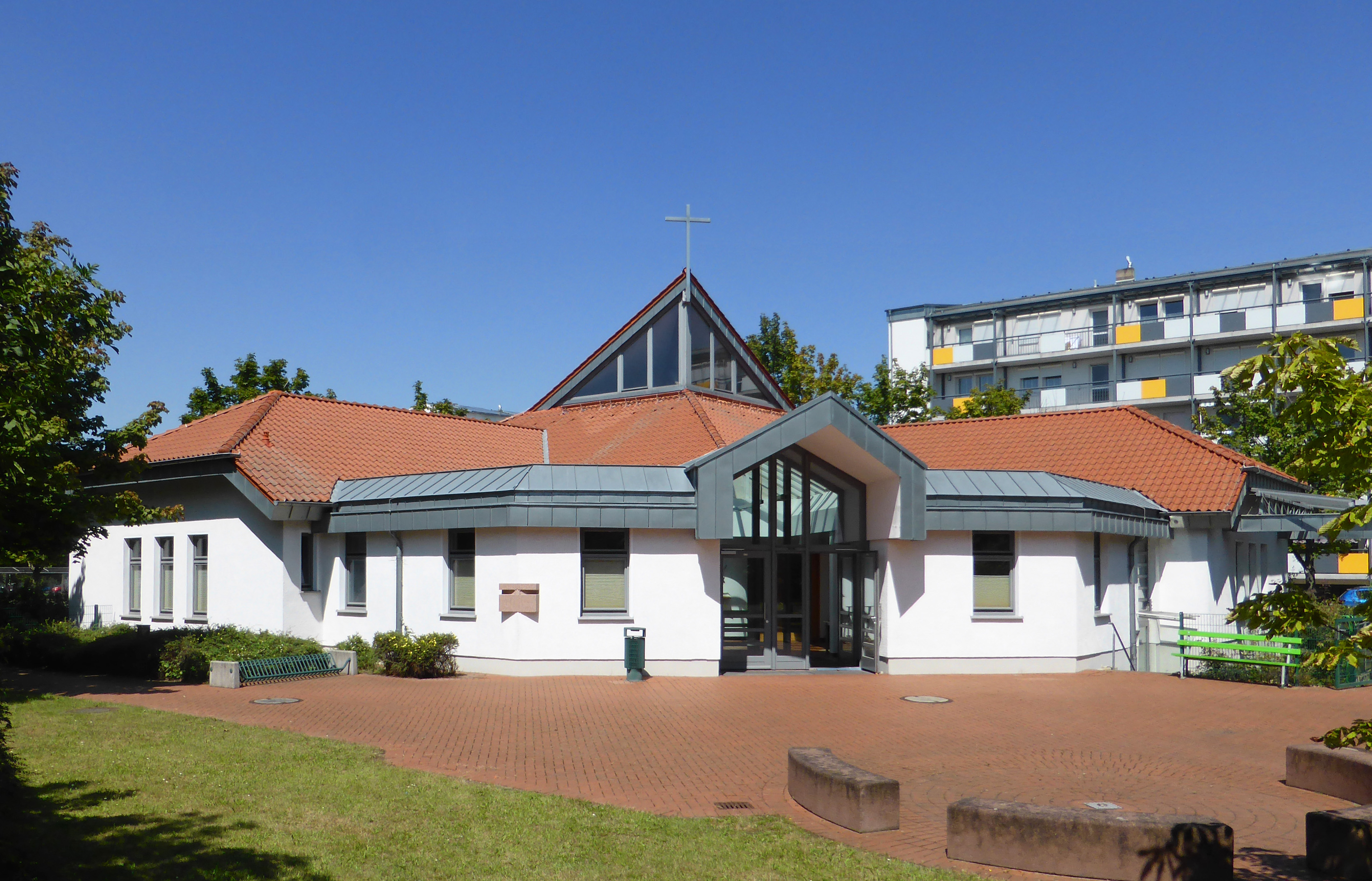
Edith-Stein-Kirche

Edith Stein ist eine römisch-katholische Kirche in Wolfen, einem Stadtteil von Bitterfeld-Wolfen im Landkreis Anhalt-Bitterfeld in Sachsen-Anhalt. Das nach der heiligen Edith Stein benannte Kirchengebäude ist Sitz der Pfarrei Edith Stein Wolfen-Zörbig in der Pastoralregion Dessau des Bistums Magdeburg.

## Geschichte
Im seit der Reformation evangelisch-lutherisch geprägten Wolfen entstand 1934 wieder eine katholische Gemeinde, da sich durch die Industrialisierung wieder Katholiken in größerer Zahl hier niedergelassen hatten. 1938/39 wurde mit der Heilig-Kreuz-Kirche die erste katholische Kirche in Wolfen erbaut.
Nachdem ab 1960 als Wohnstadt der Bitterfelder Chemiearbeiter die Trabantenstadt Wolfen-Nord entstanden war, begannen in den 1980er Jahren Planungen, die kleiner werdenden Kirchengemeinden im Umfeld der Siedlung Wolfen-Nord – Heilig Geist (Greppin), St. Norbert (Jeßnitz), St. Michael (Raguhn) und Heilig Kreuz (Wolfen) – durch ein neues, zentraler im bevölkerungsreichen Wolfen-Nord gelegenes Kirchenzentrum zu ersetzen.
Zum 1. Januar 1996 wurden die Pfarreien Heilig Geist (Greppin), St. Norbert (Jeßnitz), St. Michael (Raguhn) und Heilig Kreuz (Wolfen) zu einem Pfarrverband zusammengeschlossen. Am 4. Oktober 1998 legte Generalvikar Theo Stolpe (1932–2016) den Grundstein für die Edith-Stein-Kirche, kurz bevor am 11. Oktober 1998 Papst Johannes Paul II. die Heiligsprechung von Edith Stein vornahm. Am 1. Februar 1999 wurde das Richtfest gefeiert, und am 23. Oktober 1999 folgte die Kirchweihe durch Bischof Leo Nowak.
Aus dem Pfarrverband wurde am 12. März 2004 die Pfarrei Edith Stein (Wolfen) gebildet wurde, die ihren Sitz in Wolfen hatte. Eine Neugliederung der Dekanate fand im Bistum Magdeburg am 1. Januar 2009 statt. Wolfen wechselte vom Dekanat Wittenberg, das damals aufgelöst worden war, zum neugegründeten Dekanat Dessau, wo Wolfen bis zur Auflösung der Dekanatsstrukturen am 31. August 2023 blieb. Am 28. November 2010, dem 1. Sonntag im Advent, folgte die Fusion der Pfarreien Edith Stein (Wolfen) und St. Antonius (Zörbig) zur heutigen Pfarrei Edith Stein Wolfen-Zörbig.
2003 wurde bereits die St.-Norbert-Kirche in Jeßnitz profaniert, nachdem die Kirche im Vorjahr durch das Elbhochwasser erheblich beschädigt worden war. 2017 folgte die Profanierung der Heilig-Geist-Kirche in Greppin. Die St.-Michael-Kirche in Raguhn und Heilig-Kreuz-Kirche in Wolfen bestehen bis heute.

## Lage, Architektur und Ausstattung
Der Gebäudekomplex, der die Kirche und das Gemeindezentrum umfasst, steht auf dem Grundstück Ernst-Toller-Straße 13, an der Ecke zur Dessauer Allee. Eine Darstellung der heiligen Edith Stein schmückt die Außenwand der Kirche.
Der Kirchenraum bietet 131 Sitzplätze. Die Rückwand des Altarraumes wird von einem Kruzifix dominiert. Der Ambo und der Altar sind aus Holz gefertigt. Vor einer Marienstatue können Opferkerzen aufgestellt werden. Der Kirchenmusik dient eine Pfeifenorgel. Neben dem Kirchenraum befindet sich ein Raum der Stille
Die Buntglasfenster entstanden im Jahr 2002 nach Entwürfen der Glaskünstlerin Marion Hempel aus Dresden und wurden vom Glasmalereiunternehmen Knack aus Münster realisiert.